# Emendacja (nauki przyrodnicze)

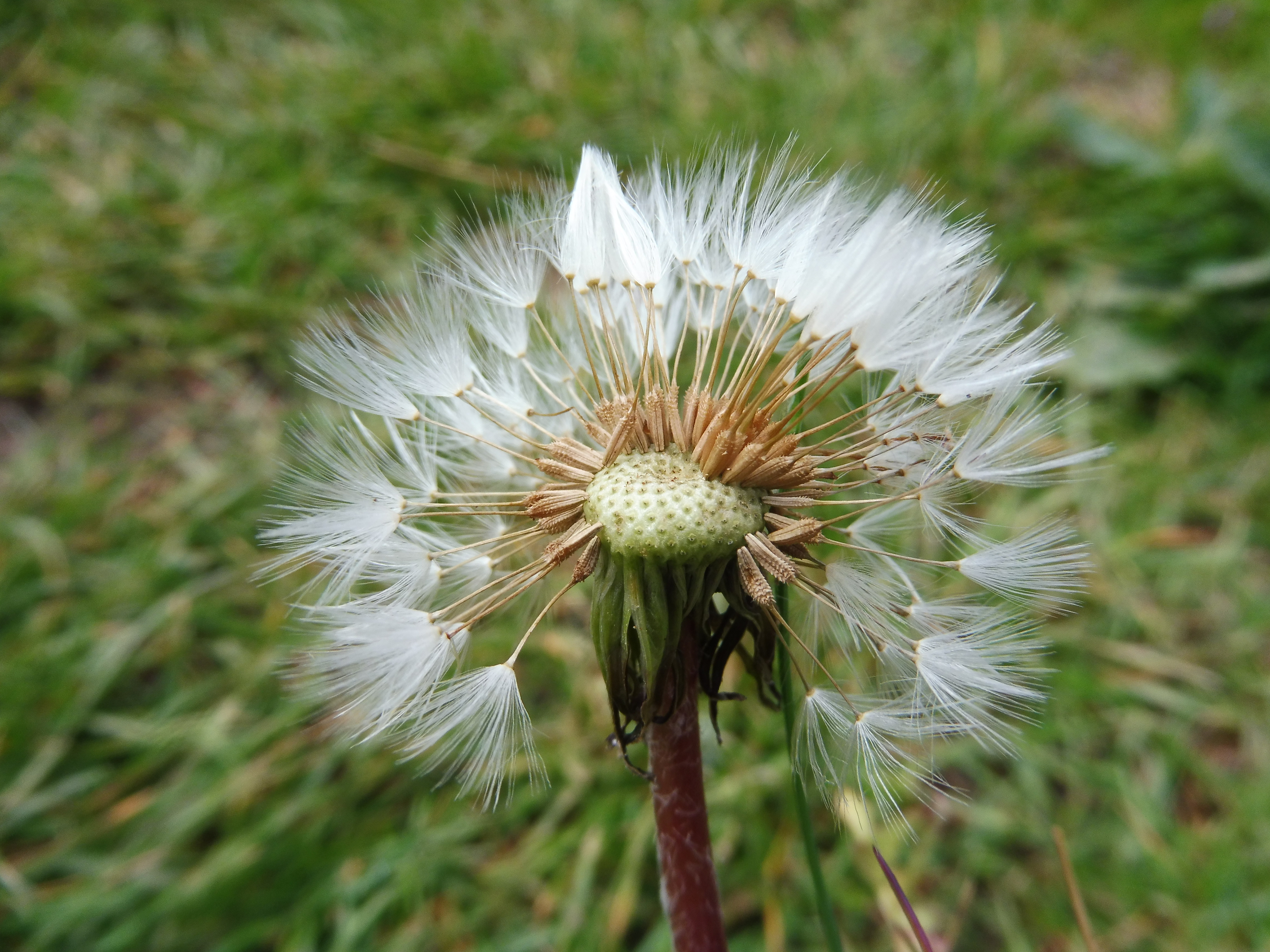
Taraxacum lacistophylloides Dahlst., przedstawiciel sekcji Erythrosperma

Emendacja (łac. emendatio – poprawa) – w nomenklaturze biologicznej termin odnoszący się do pewnych kategorii poprawek w ujęciu taksonów. Termin ten ma nieco różne znaczenia w botanice i zoologii.
W nomenklaturze botanicznej o emendacji mówi się w dwóch przypadkach:
- kiedy następuje przeredagowanie diagnozy (inne cechy uznaje się za diagnostyczne dla taksonu, najczęściej dotyczy tylko części cech podanych w oryginalnej diagnozie): przedstawia się wtedy diagnozę emendowaną lub poprawioną (łac. diagnosis emendata, ang. emended diagnosis);
- kiedy następuje zmiana ujęcia taksonu (rozszerzenie lub zawężenie): na przykład zapis Taraxacum sect. Erythrosperma (H. Lindb.) Dahlst. oznacza, że sekcję Erythrosperma jako pierwszy opisał Harald Lindberg(inne języki), ale obecne ujęcie nadał jej Hugo Dahlstedt[2].

W nomenklaturze zoologicznej pod nazwą emendacji rozumie się każdą zmianę pisowni nazwy zoologicznej, przy czym niektóre emendacje są uprawnione (ang. justified emendation), a niektóre nieuprawnione (ang. unjustified emendation). Lista emendacji uprawnionych jest stosunkowo krótka, wszelkie inne oprócz wyliczonych w Art. 33 Międzynarodowego Kodeksu Nomenklatury Zoologicznej są uważane za nieuprawnione, w tym poprawki nazw gramatycznie błędnych lub zawierających pomyłkę co do płci osoby, na cześć której nadano nazwę. Natomiast poprawa nieprawidłowej kombinacji (zestawienia nazwy rodzajowej i gatunkowej bez uzgodnienia ich rodzaju gramatycznego) nie jest traktowana jako emendacja, tylko jako zmiana obowiązkowa (ang. mandatory change).